# Granica bułgarsko-północnomacedońska
Granica bułgarsko-północnomacedońska – granica państwowa między Bułgarią a Macedonią Północną na odcinku 148 kilometrów.

## Przebieg
Początek granicy  na północy – trójstyk granic Serbii, Macedonii Północnej i Bułgarii. Następnie biegnie w kierunku południowo-wschodnim przez przełęcze Wełbyżdski prochod (1193 m n.p.m.) i Dewe Bair (1192 m n.p.m.) na zachód od miejscowości Gjueszewo (BUL), szczyt Rujen (2256 m n.p.m.) w paśmie Osogowska Płanina. Dochodzi do przełęczy Delčevski Prohod (1302 m n.p.m.) w górach Włachina (na zachód od Błagojewgradu), przybiera tu kierunek południowy i biegnie przez Czengine kale (1744 m n.p.m.) w paśmie  Maleszewska Płanina. Przecina pasmo Ograżden, następnie przecina rzekę Strumesznica (Złatarewo) i dochodzi do trójstyku granic Macedonii Północnej, Grecji i Bułgarii (góra Tumba 1880 m n.p.m.) w paśmie Bełasica.

## Historia
Granica powstała w 1991 roku po uzyskaniu przez Macedonię Północną niepodległości, która wcześniej była częścią Jugosławii jako republika związkowa.
Do tego czasu istniała od 1947 roku w identycznym przebiegu granica jugosłowiańsko-bułgarska.